# Ricetto
Un ricetto est élément très spécifique de l'architecture et de l'histoire du nord de l'Italie. Au sens le plus restrictif du terme c'est une structure fortifiée destinée à abriter des petits bâtiments à usage de granges et de celliers où les paysans des environs pouvaient se réfugier dans les périodes troublées du bas Moyen Âge. Dans un sens plus large, s'y ajoutent de nombreux villages fortifiés construits dès le XIe siècle et habités de façon permanente qui ont conservé le même aspect que le village-refuge.

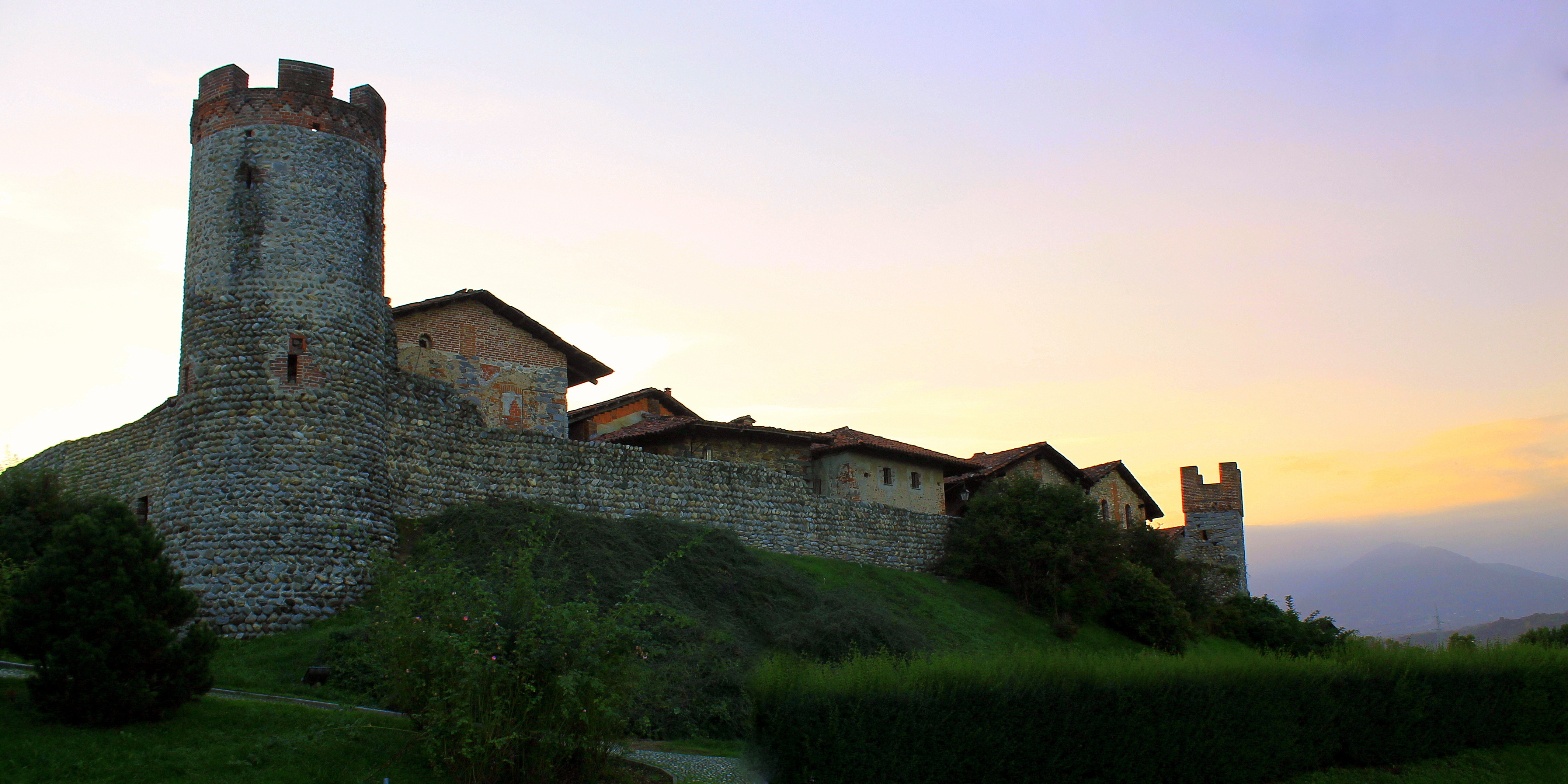
Le ricetto de Candelo

## Définition
Ricetto, /ri'tʃɛt:o/, Du latin receptŭs,ūs : refuge : mot italien sans équivalent en français, pourrait être traduit par "refuge fortifié". Ce substantif masculin devient ricetti au pluriel. On le trouve sous diverses formes dans les archives des municipalités ; recetum, ricetum, reductum , reccetum. Il se transforme aussi occasionnellement en recetto, resetto, restretto. Il est souvent mentionné sous la forme latine « receptum » par exemple dans les archives de la ville de Mottalciata.
Un ricetto est une structure médiévale constituée de murs d'enceinte et de tours. Ces fortifications étaient essentiellement destinées à abriter les récoltes. Majoritairement construits à l'initiative des paysans, ces derniers s'y réfugiaient avec leurs troupeaux en période de danger. Les ricetti ont été édifiés du XIIIe au XVe siècle pour faire face aux incursions de pillards ou se protéger des épidémies . Mais le terme de ricetto est également appliqué par certains aux refuges fortifiés habités en permanence. Dans ce cas les ricetti ont pu exister depuis le Xe ou le XIe siècle.

## Une définition discutée
La notion de ricetto construit à partir d'un noyau préexistant d'habitations, fortifié à l'aide de fossés et, ou de murs d'enceinte est contestée par certains historiens comme Aldo A. Settia  et Giancarlo Andenna qui pensent que les places fortes habitées de façon permanente dès le début de leur existence ne rentrent pas dans cette catégorie,. Le village fortifié de Magnano, bourg franc fondé par la ville de Verceil, n'a pris le qualificatif de ricetto qu'au début du XXe siècle, Ghemme, bourg fortifié construit sur initiative populaire, ressemble plus à une ville neuve par sa taille et sa configuration, mais est néanmoins qualifié de ricetto,.
On peut distinguer deux  types de ricetti:
- le ricetto populaire construit à l'initiative des villageois avec ou sans l'aide du seigneur local pour sécuriser leurs produits agricoles et se mettre à l'abri en cas d'attaque[13] comme ceux de Candelo, Oglianico[14], Sandigliano[15]. Il est construit principalement dans les plaines où les exploitations des paysans étaient isolées et sans protection.
- le ricetto adjacent à un château féodal dont il constitue une sorte d'appendice fortifié (Valdengo[16], Roppolo[17], Viverone[18]). Il se trouve toujours en position inférieure par rapport au château avec lequel il a une muraille commune.

## Localisation
Dans le nord de l'Italie, ils sont principalement concentrés dans le Piémont où on en recense environ 200 d'après le centre de documentation sur les ricetti du Piémont de Candelo.
On en trouve aussi en Lombardie : à Scaldasole, à Moniga del Garda.

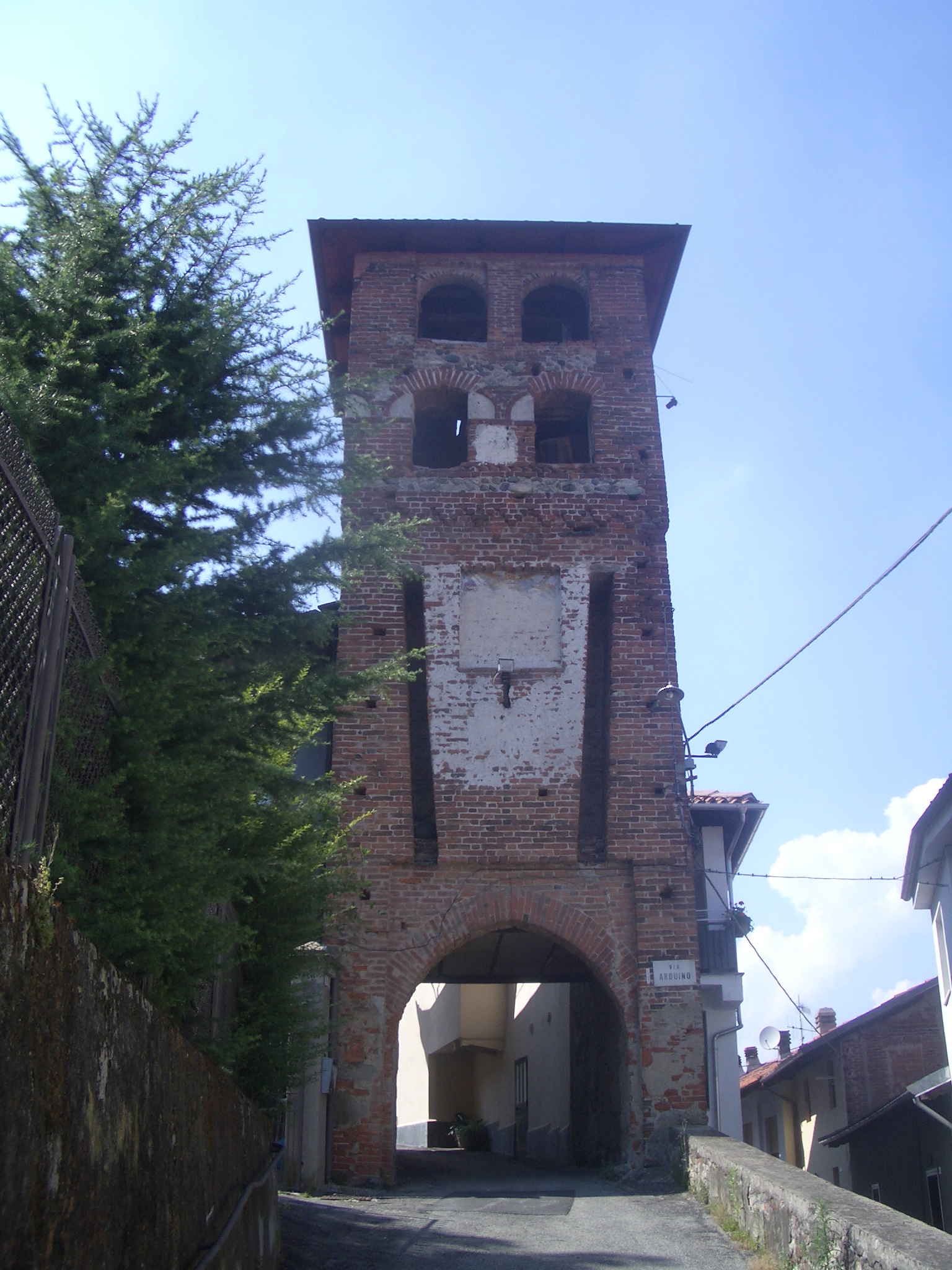
Tour porte du ricetto de Perosa Canavese
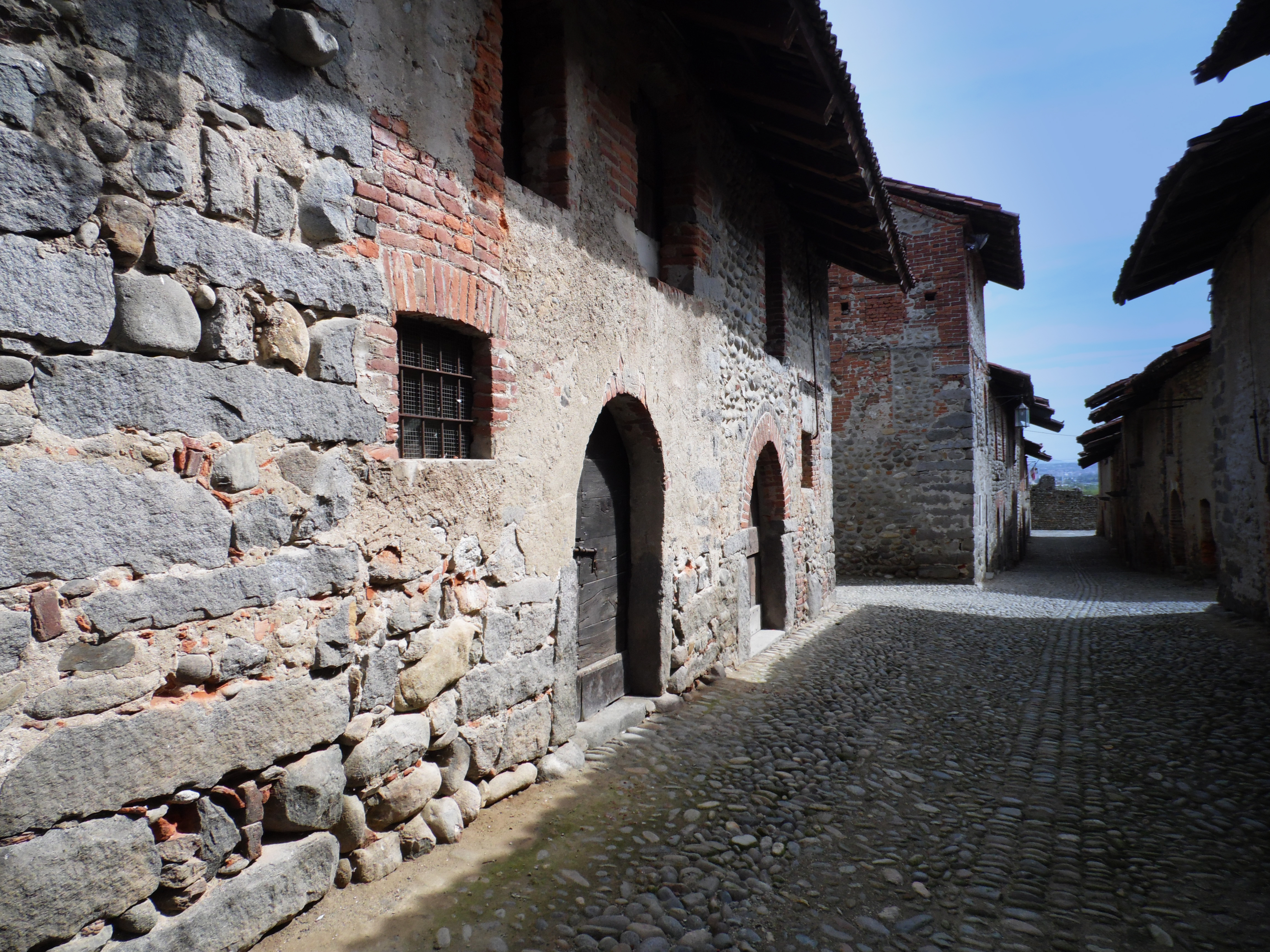
Une« rua »  du ricetto de Candelo, maisons et mur d'enceinte
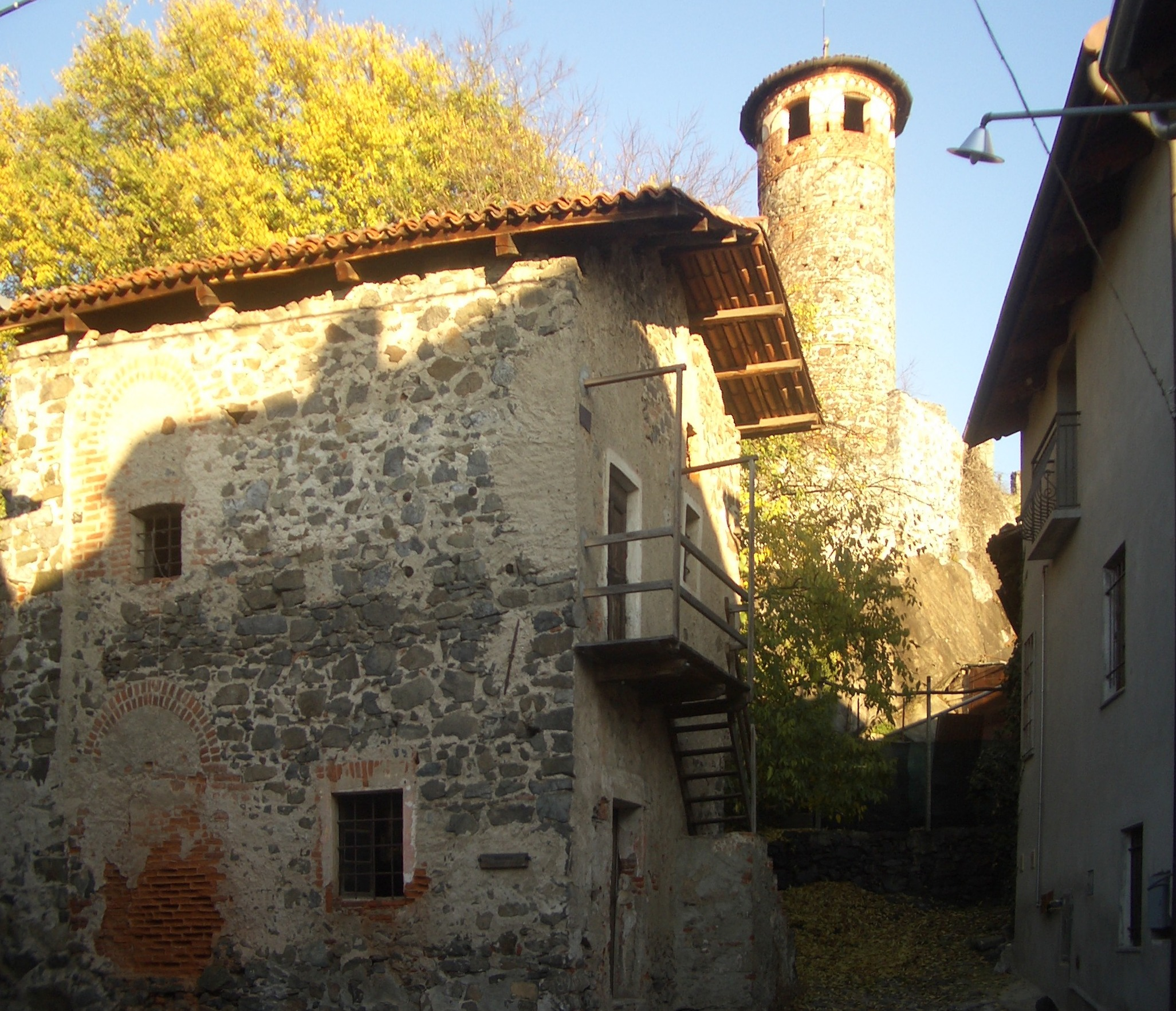
Tour ronde et « cellule » du ricetto de Pavone Canavese du XIVe siècle.

## Histoire
Le ricetto fait partie du paysage du nord de l'Italie et raconte une partie de son histoire. Il apparaît au bas Moyen Âge quand le château n'est plus en mesure de servir de refuge   pour des raisons diverses ; à partir de la fin du XIIe siècle les villes à la conquête du Contado exercent un contrôle de plus en plus important sur les campagnes et le pouvoir féodal s'amenuise. Dans certaines régions les alleutiers sont nombreux et leurs communautés sont dynamiques, mais, comme les paysans qui louaient des terres à des propriétaires citadins par le biais de la mezzadria , ils n'étaient plus liés au pouvoir féodal qui leur imposait de lourdes charges mais accordait aussi une protection militaire. Ils avaient besoin de trouver refuge lors des nombreux conflits entre communes, des luttes incessantes entre Guelfes et gibelins et des raids des mercenaires en déroute. Construit par les paysans eux-mêmes, le ricetto appartenait à la collectivité  qui était chargée d'administrer le complexe et d'entretenir et défendre les fortifications. Si les paysans avaient demandé l'aide d'un seigneur pour la concession du terrain, celui-ci pouvait avoir certains droits de regard dans les prises de décision mais n'était en aucun cas propriétaire des lieux. Les bâtiments qui servaient de greniers à grains, de resserres ou de caves à vin, et de maisons en cas de danger extérieur, se sont transformés au cours des siècles en habitations permanentes.
Le ricetto qui apparaît au bas Moyen Âge a la même fonction que le castrum ou castello du Xe siècle, souvent  propriété collective qui de château dépôt pour les récoltes devient centre habité, ou l'inverse suivant les circonstances . Mais du XIe siècle au XIIe siècle le mot castrum prend un sens différent car le village entouré de murs ou le receptum  passe aux mains d'un seigneur laïc ou ecclésiastique et devient emblème du pouvoir féodal Le ricetto n'a pas de vocation militaire comme les bourgs fortifiés , il n'est pas destiné à abriter une garnison. Il ne peut être assimilé à une place forte ni à une citadelle.
Le ricetto de Candelo a gardé son caractère médiéval d'origine car il a longtemps conservé sa vocation agricole et il n'a pas subi beaucoup de transformations.  Les autres ricetti ont disparu en grande partie ; la plupart d'entre eux ne se devinent que par la présence  de pans de murs d'enceinte, d'une tour-porte,  parfois de quelques "cellules" et par la régularité de leur plan.

## Architecture
De forme plus régulière dans les plaines où ils sont très nombreux puisqu'ils étaient des lieux de refuge et de rassemblement en cas d'invasion pour les paysans dispersés dans les hameaux d'une campagne peu habitée, ils peuvent se plier aux exigences des reliefs dans les hauteurs. Les remparts qui entourent le ricetto sont défendus à chaque angle par des tours rondes ou en forme de parallélépipède  et par une tour-porche qui permettait l'accès aux gens et aux charrettes. Ces tours porches étaient souvent défendues par un pont-levis comme à Candelo ou Oglianico . Plusieurs dizaines de bâtiments standardisés à usage de grange, cellier ou remise séparés les uns des autres, qualifiés de  cellules  s'élevaient  dans un périmètre de forme pentagonale, carrée ou rectangulaire, rarement arrondie comme à Sandigliano. Ces cellules étaient disposées en alignement et étaient desservies par des « rue », mot d'origine française adopté au singulier sous la forme "rua". Ces chemins d'accès étaient rectilignes et se coupaient à angle droit.

## Galerie

### Ricetti du Piémont

#### Provinces d'Asti et  Biella

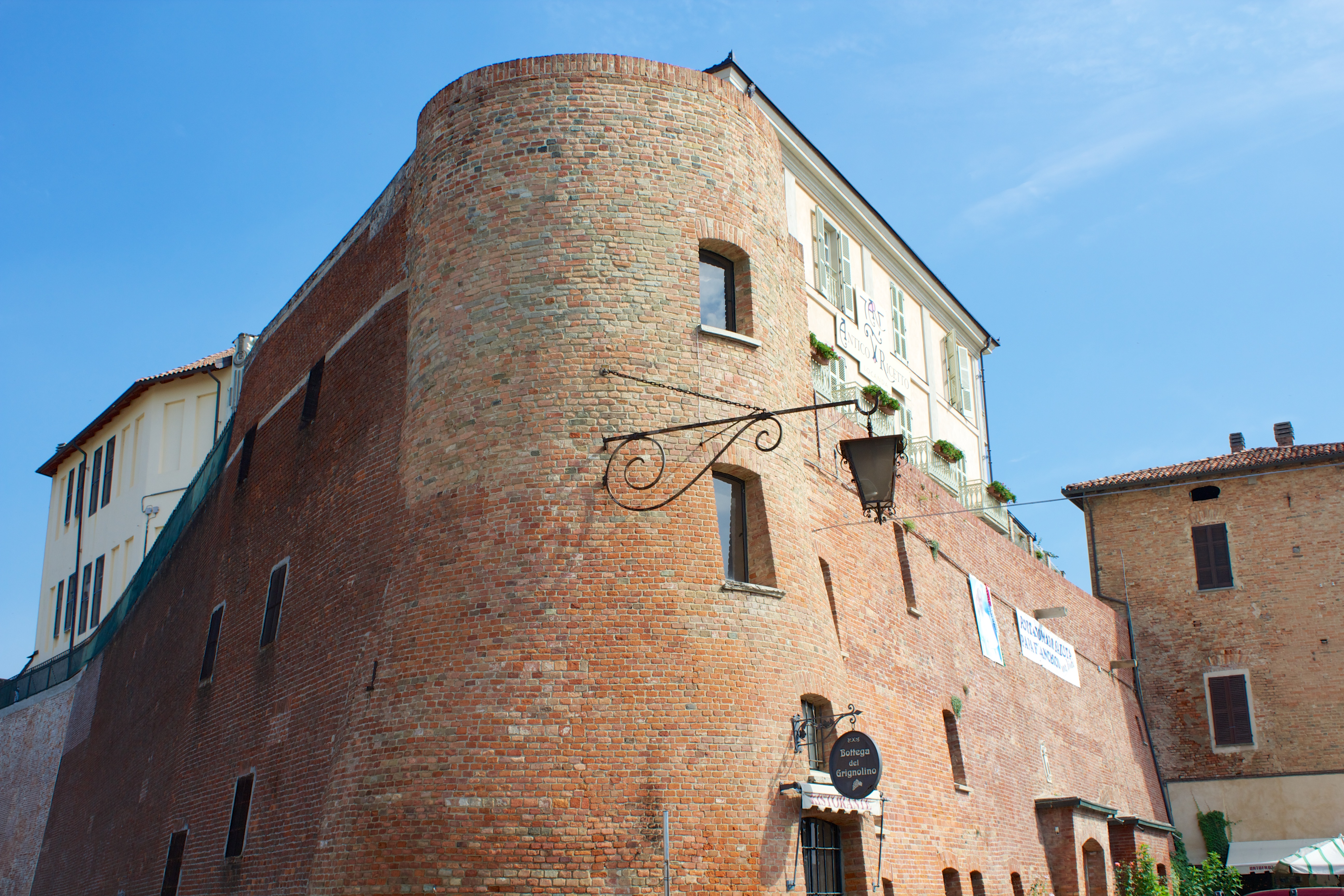
Portocomaro (Asti) tour du ricetto
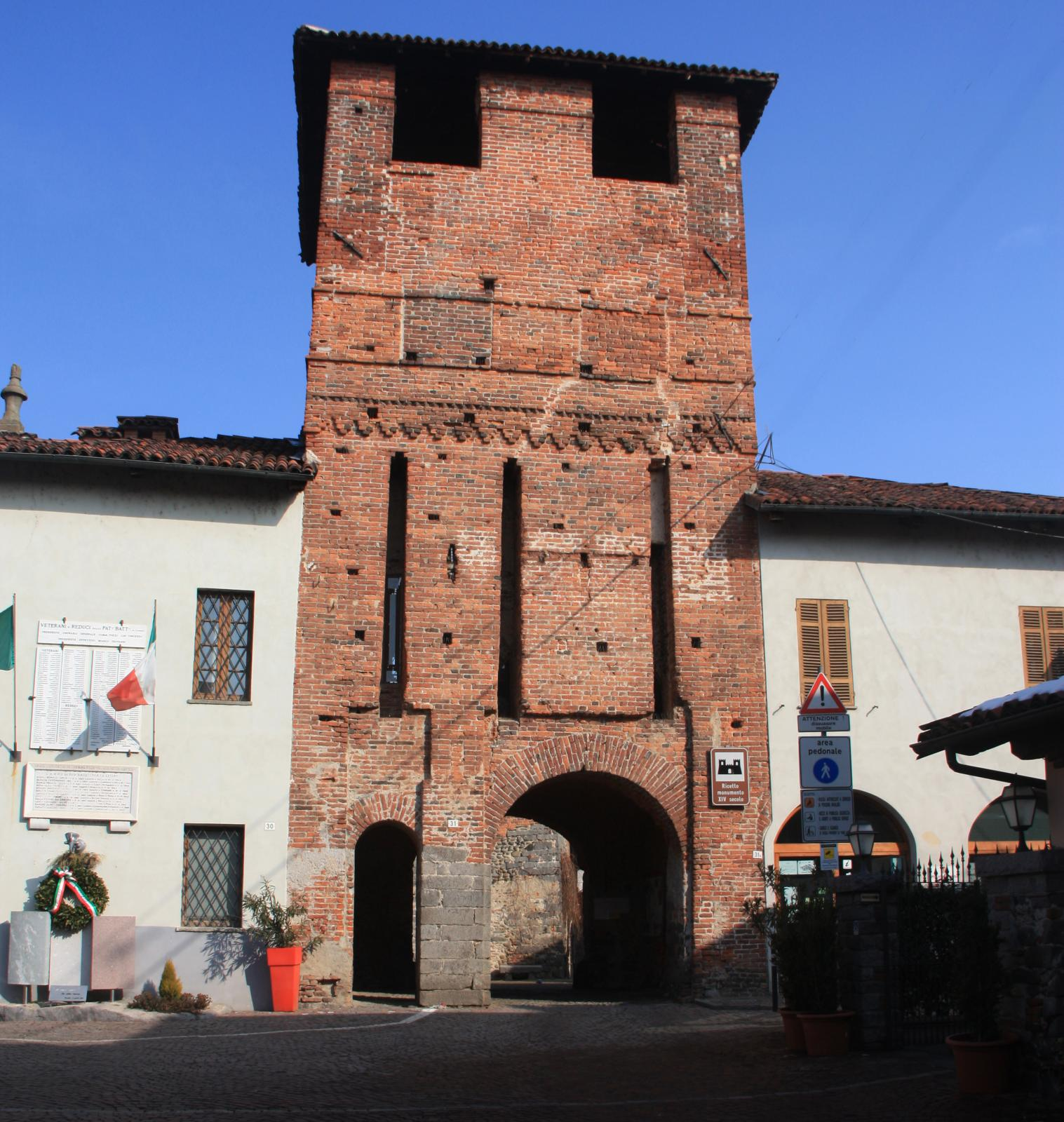
Candelo (Biella), tour-porte, unique accès au ricetto.
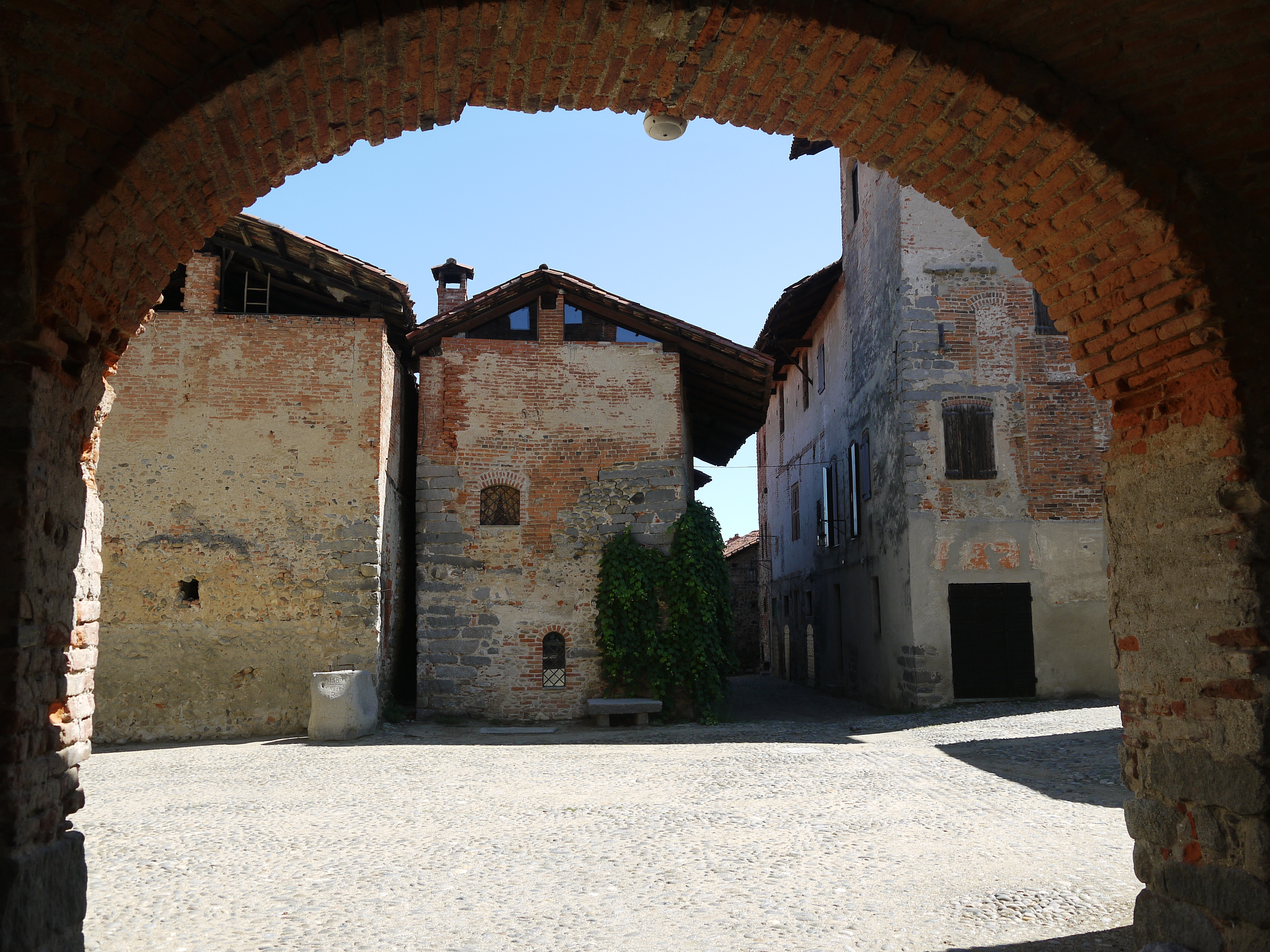
Candelo (Bi)"cellules" du ricetto
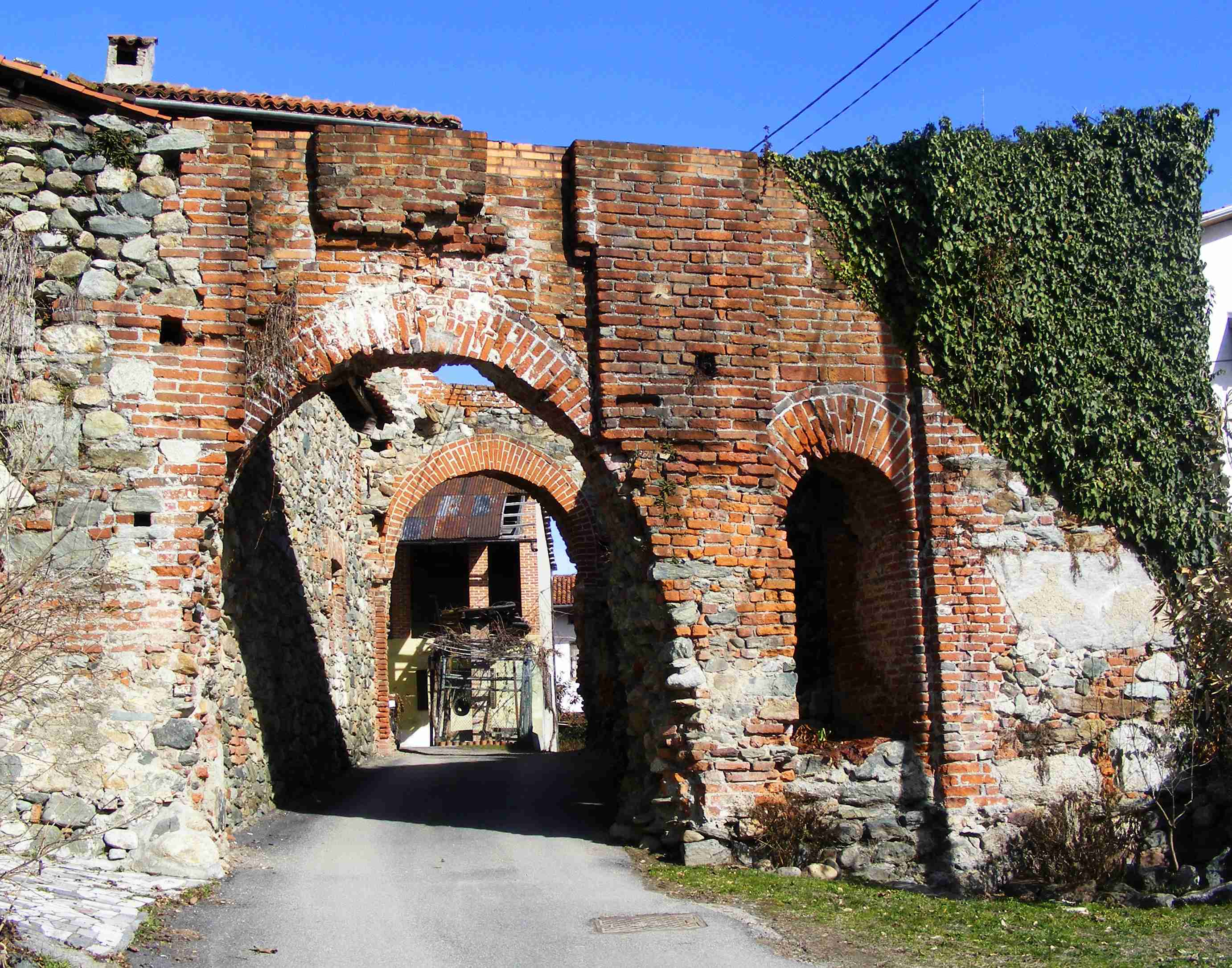
Dorzano (Biella),entrée du ricetto, porte du XVe siècle
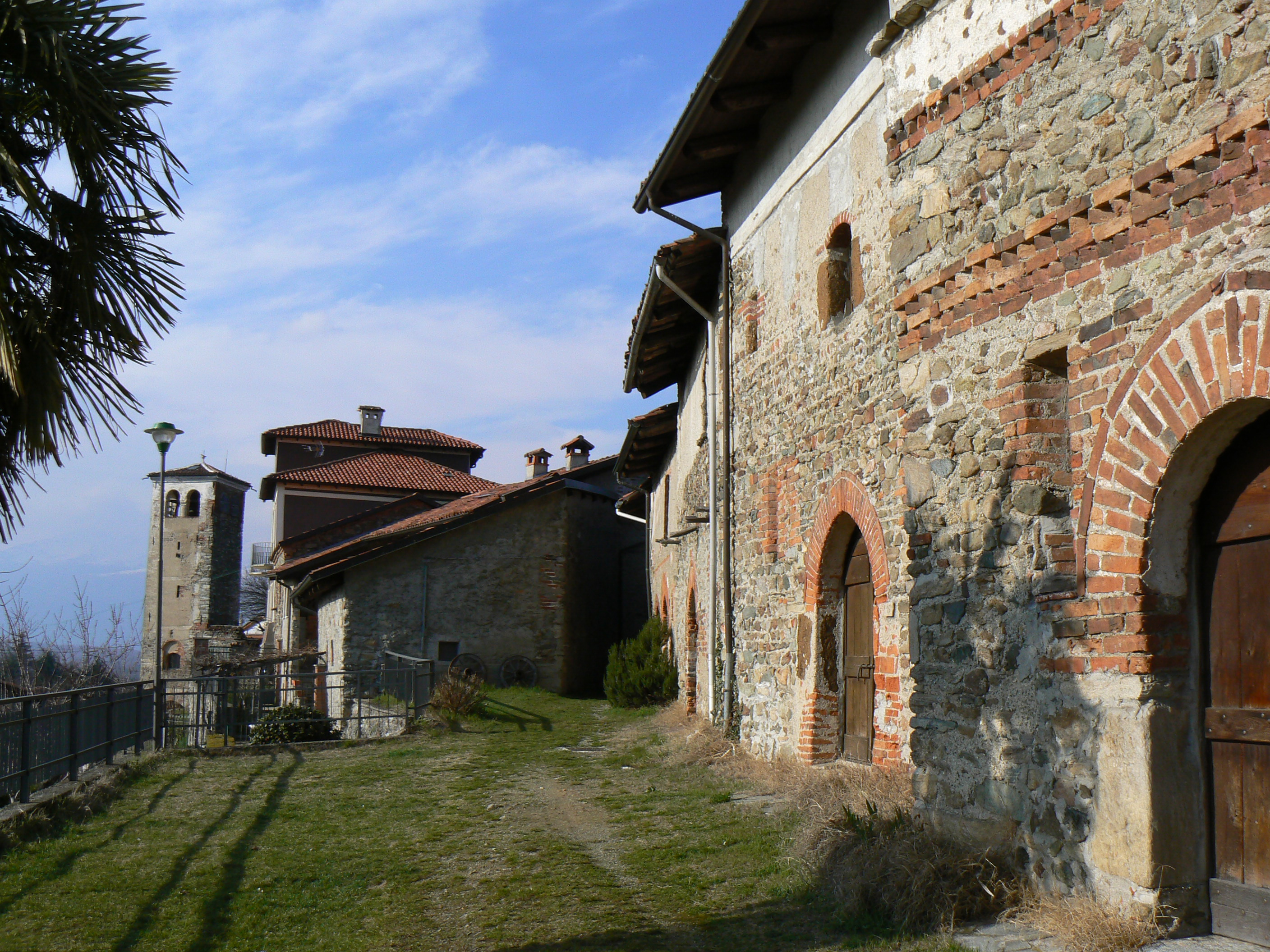
Magnano (Biella),ricetto du XIIIe siècle, tour-porte et "cellules"
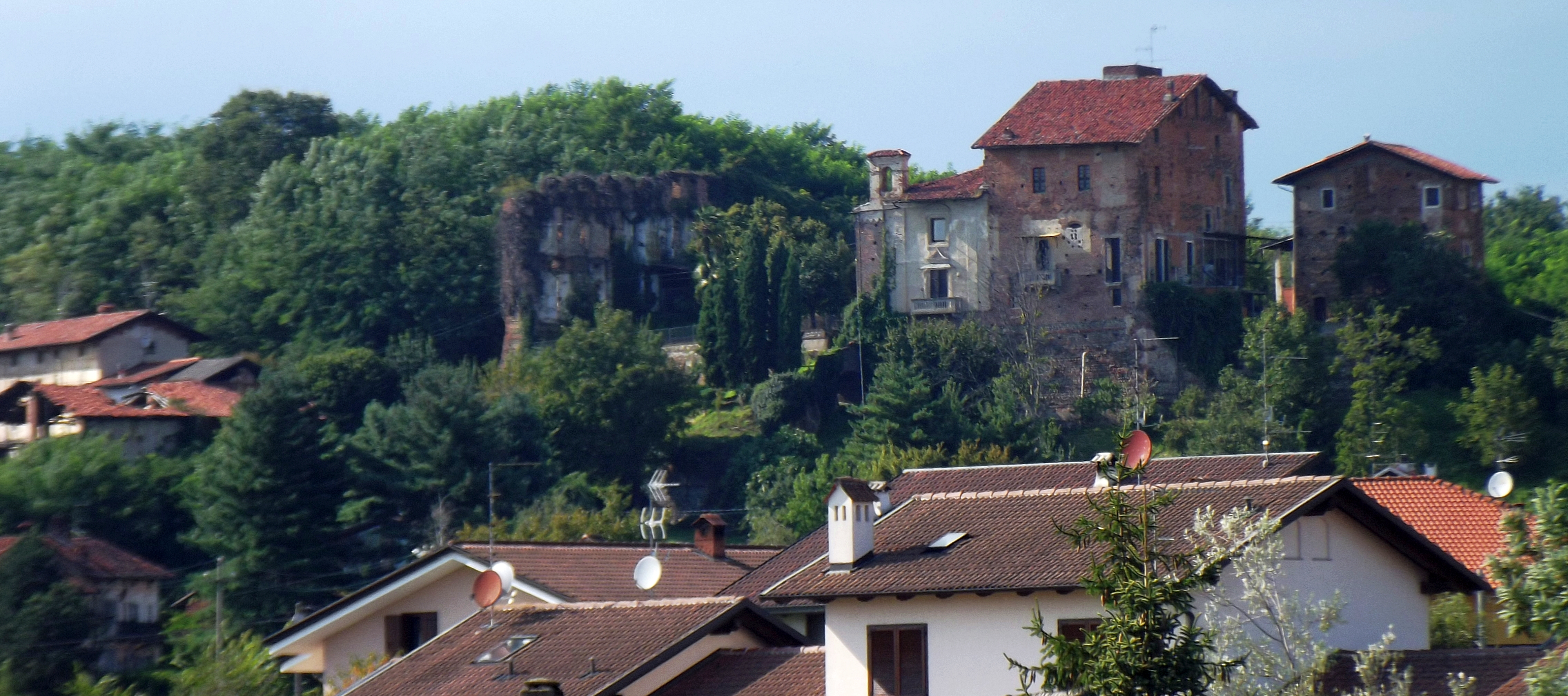
Mottalciata (Biella),restes du ricetto (XIVe), qui servait aussi d'habitation permanente.
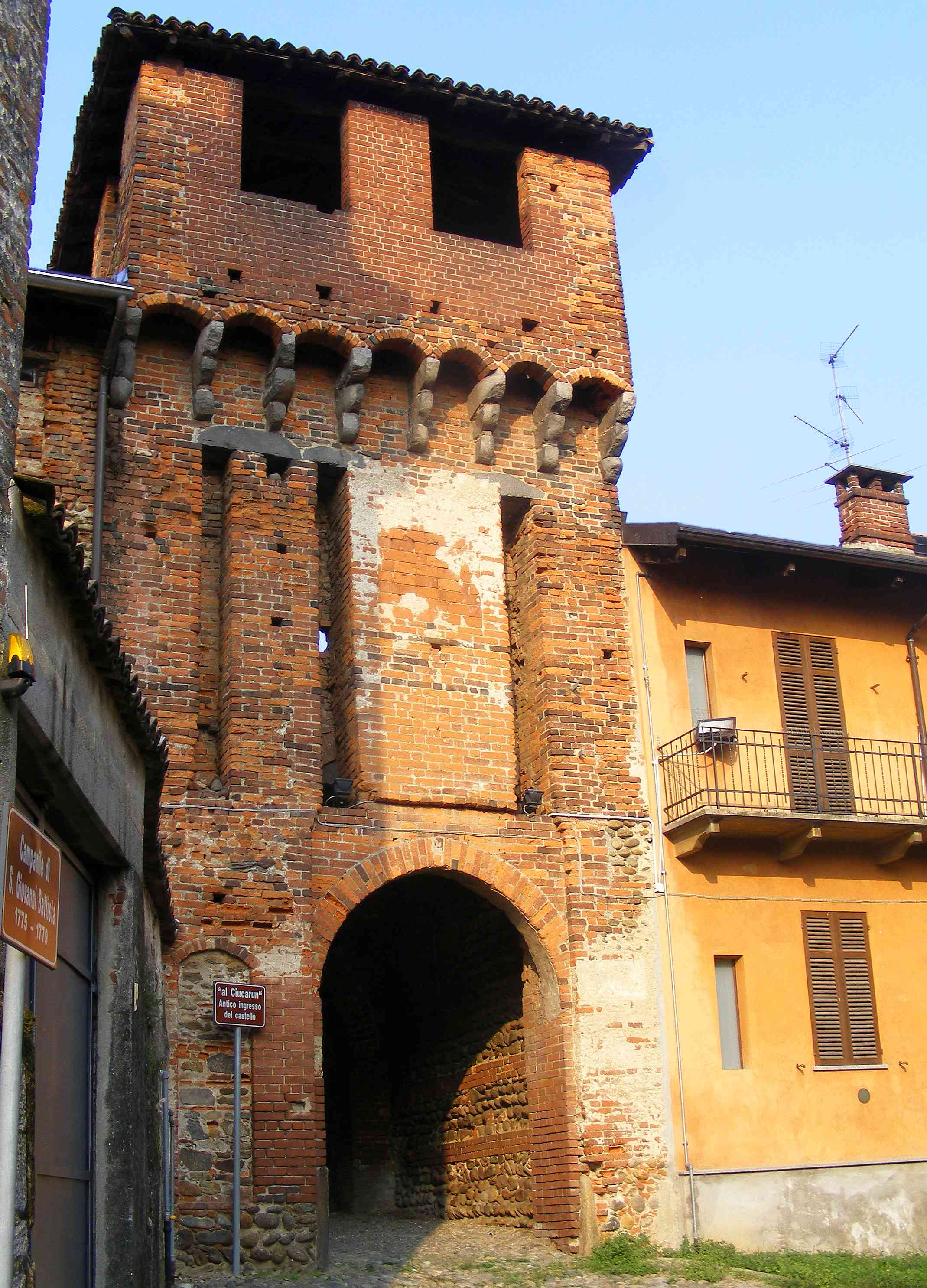
Ponderano (Biella), tour-porte du ricetto du XVe
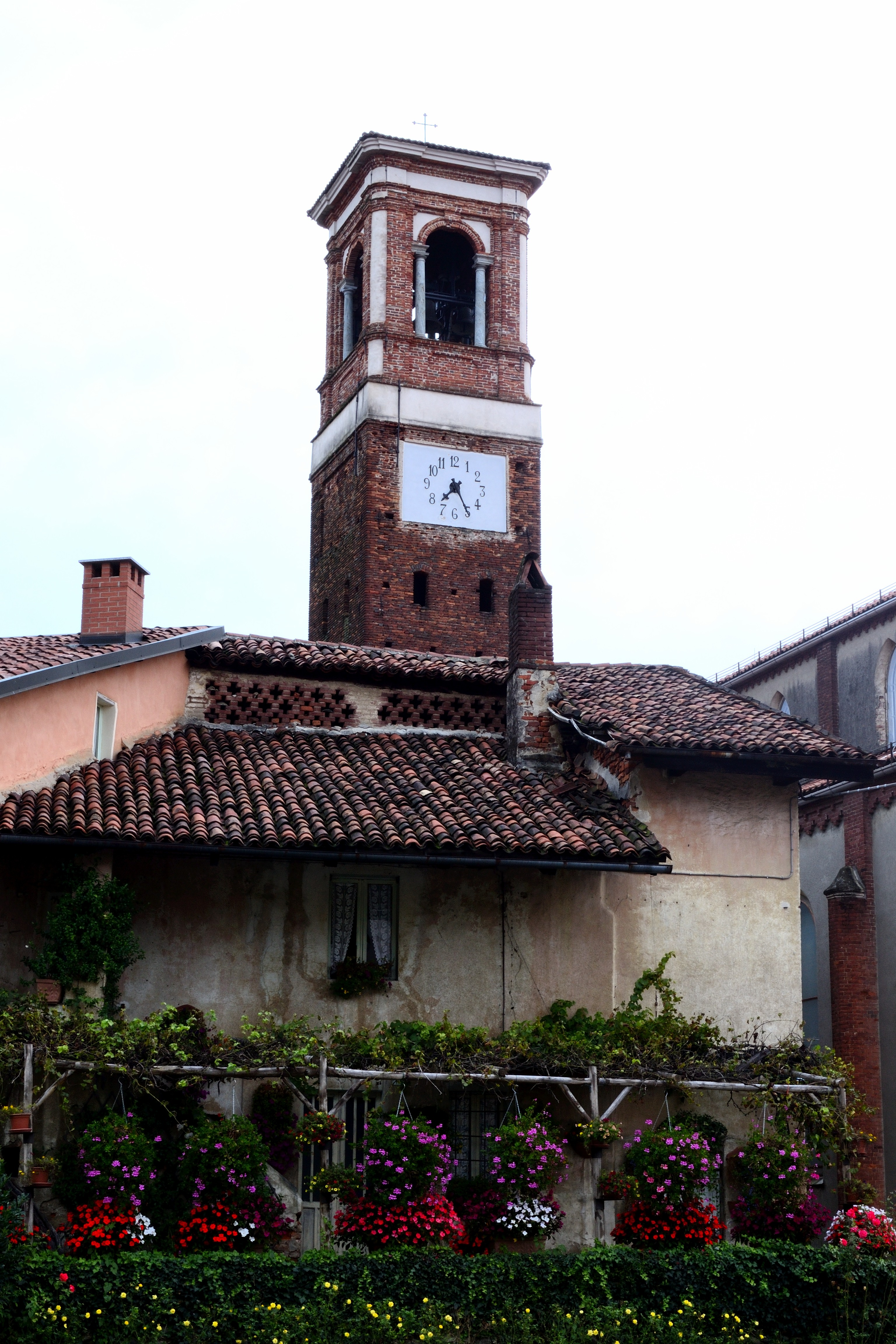
Sandigliano (Biella), petite maison, rare témoin du ricetto du XIVe siècle
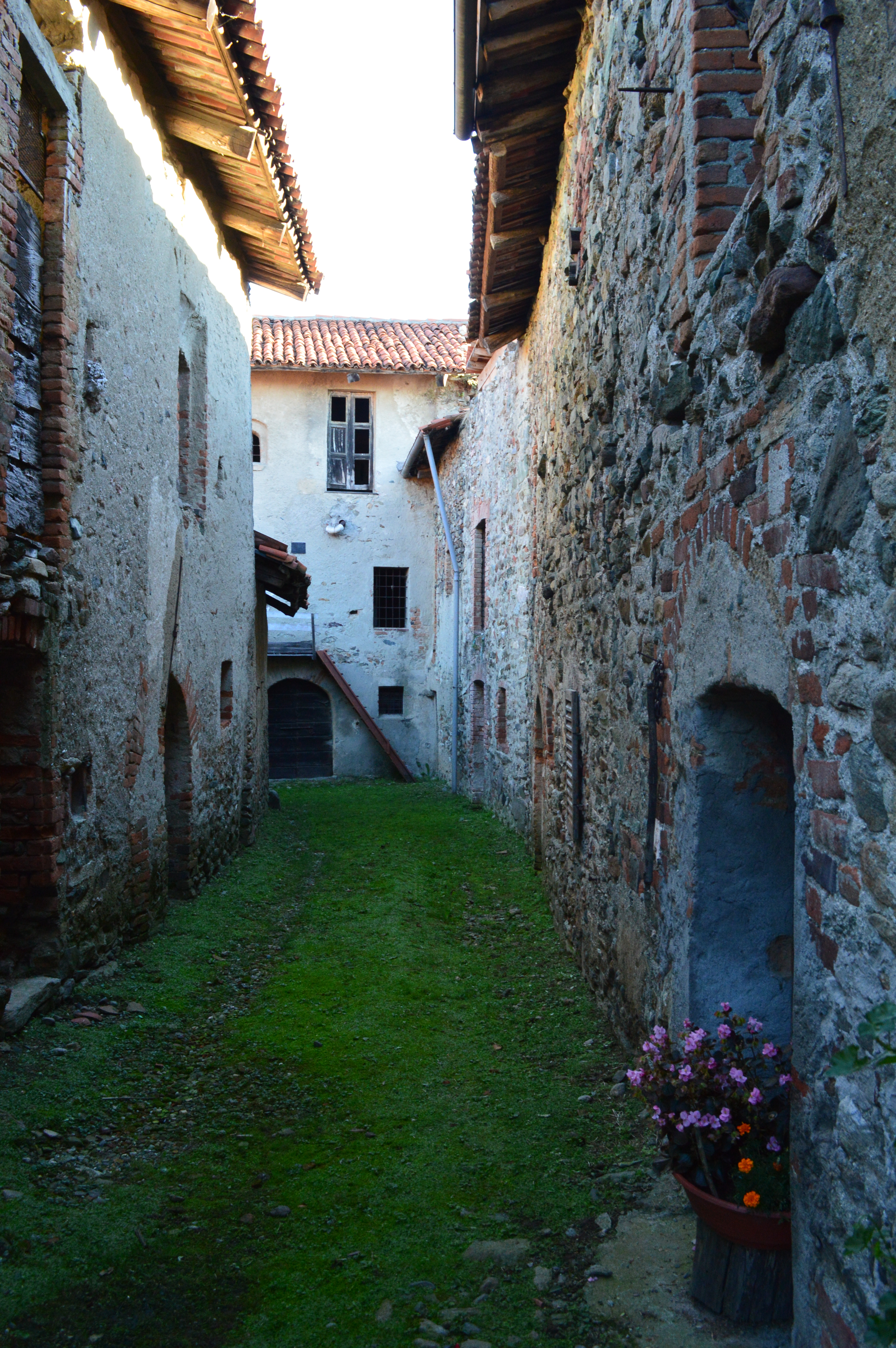
Viverone (Biella), ricetto du XVe

#### Provinces de Coni et Novara

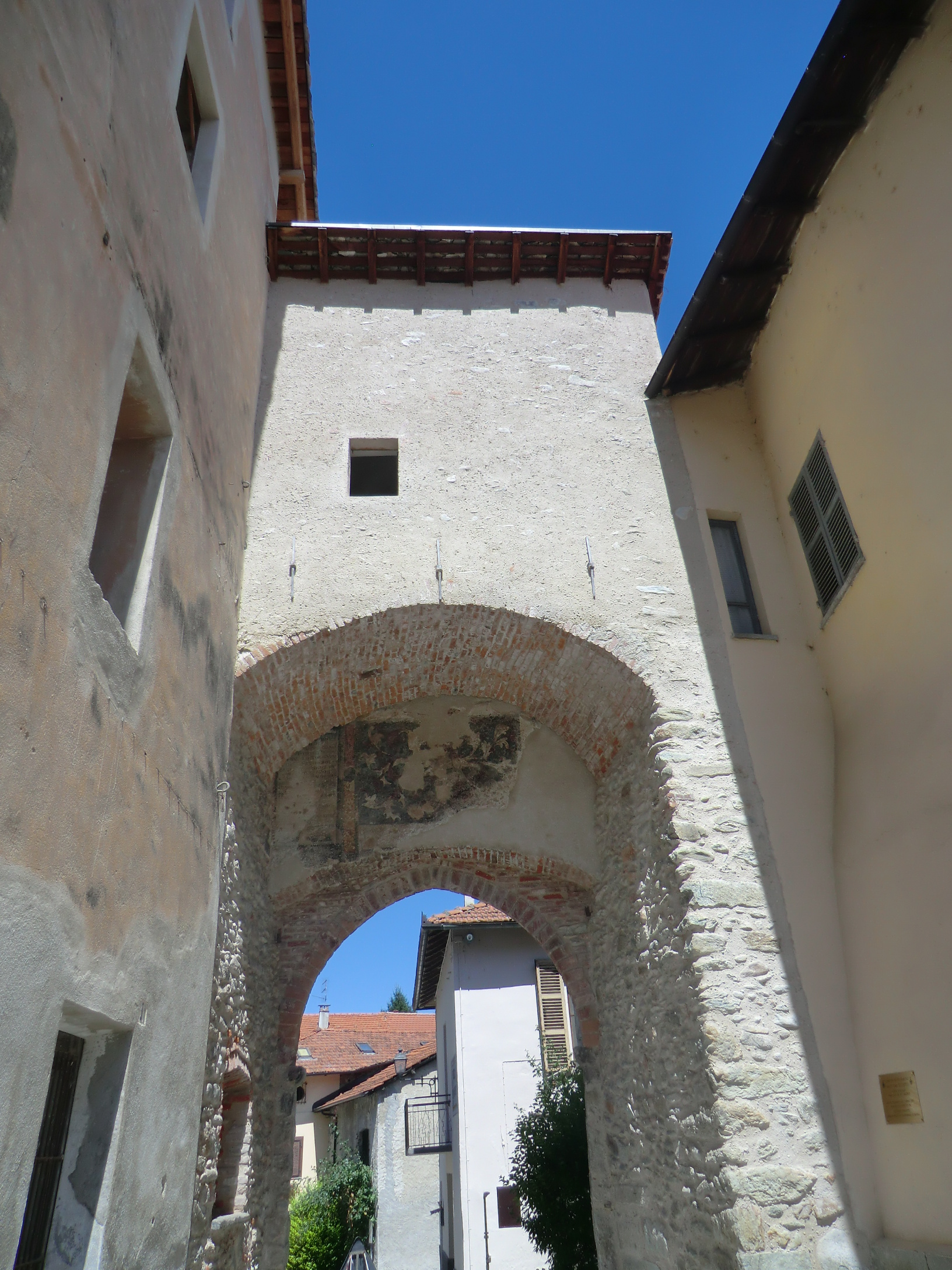
Peveragno (Cuneo), entrée du ricetto XIVe ou antérieur.
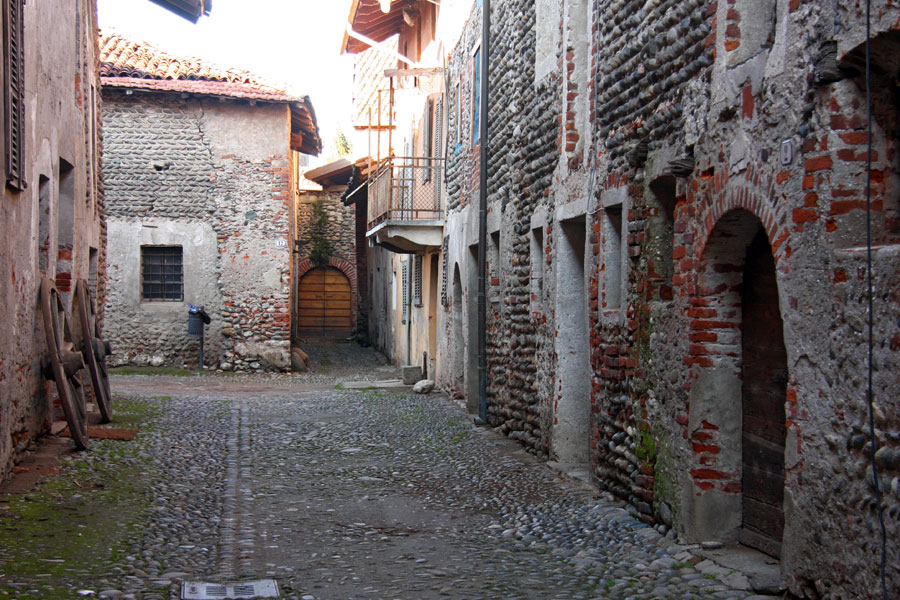
Carpignano-Sesia (Novara).
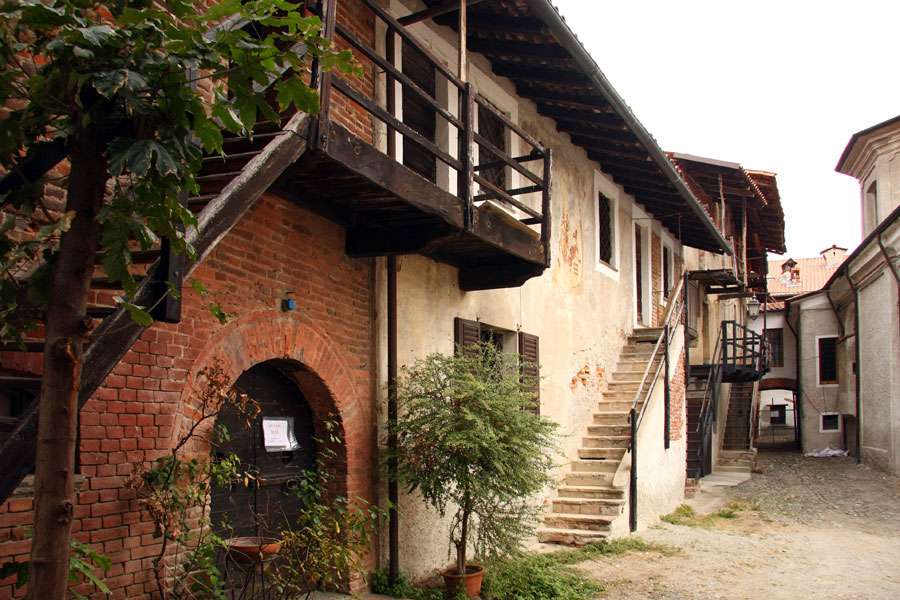
Sizzano (Novara).
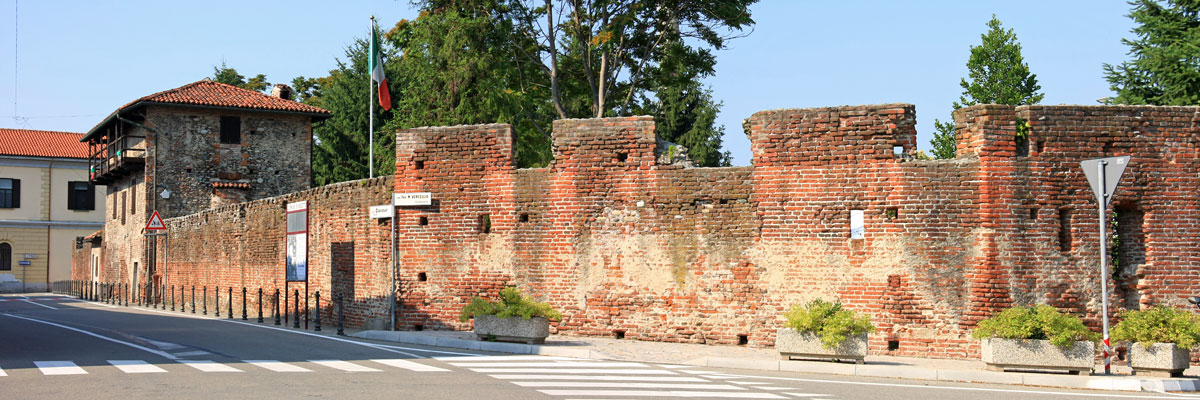
Recetto (Novara), murs d'enceinte du ricetto.

#### Province de Turin

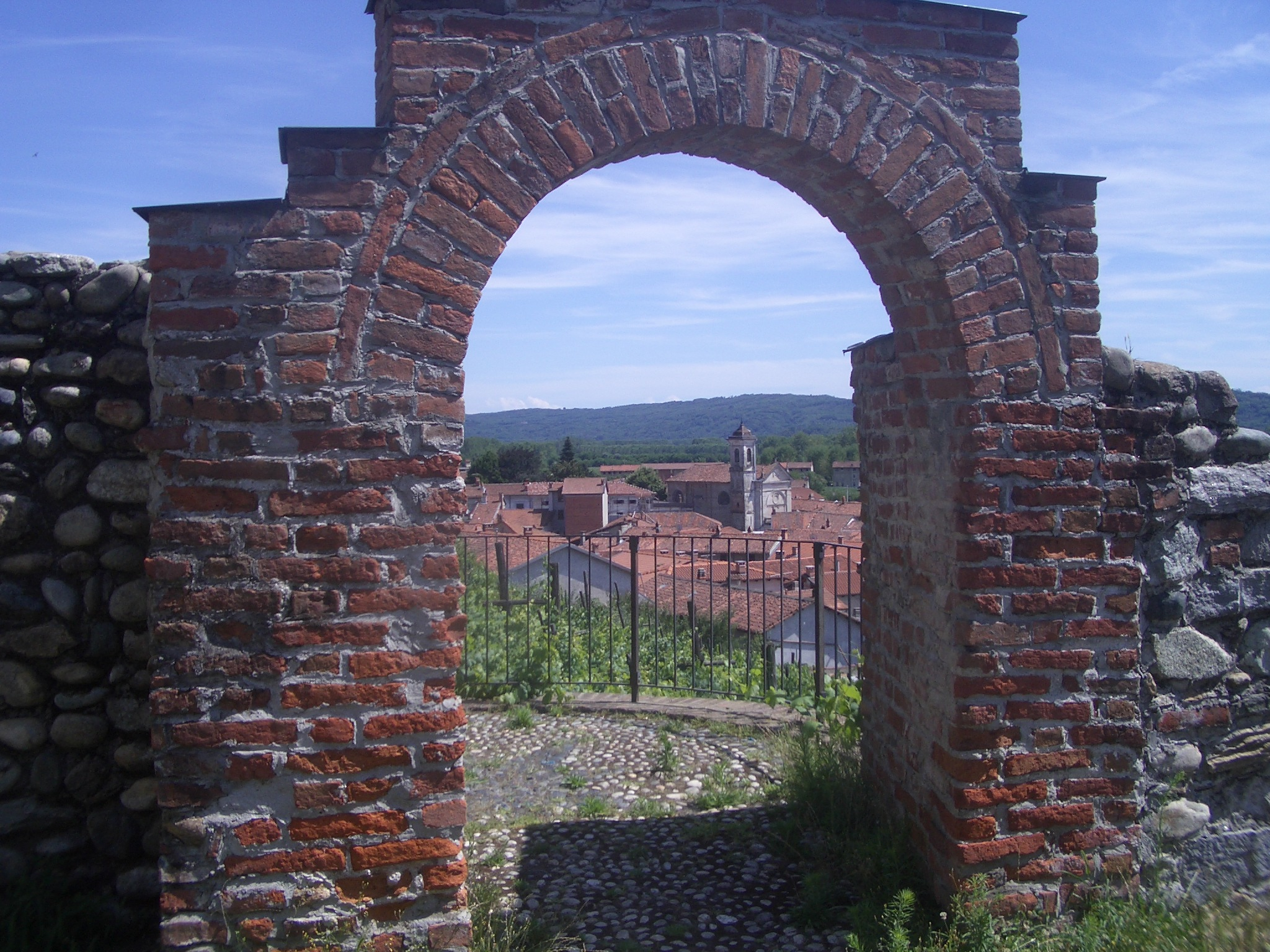
Albiano d'Ivrea (Torino), ricetto
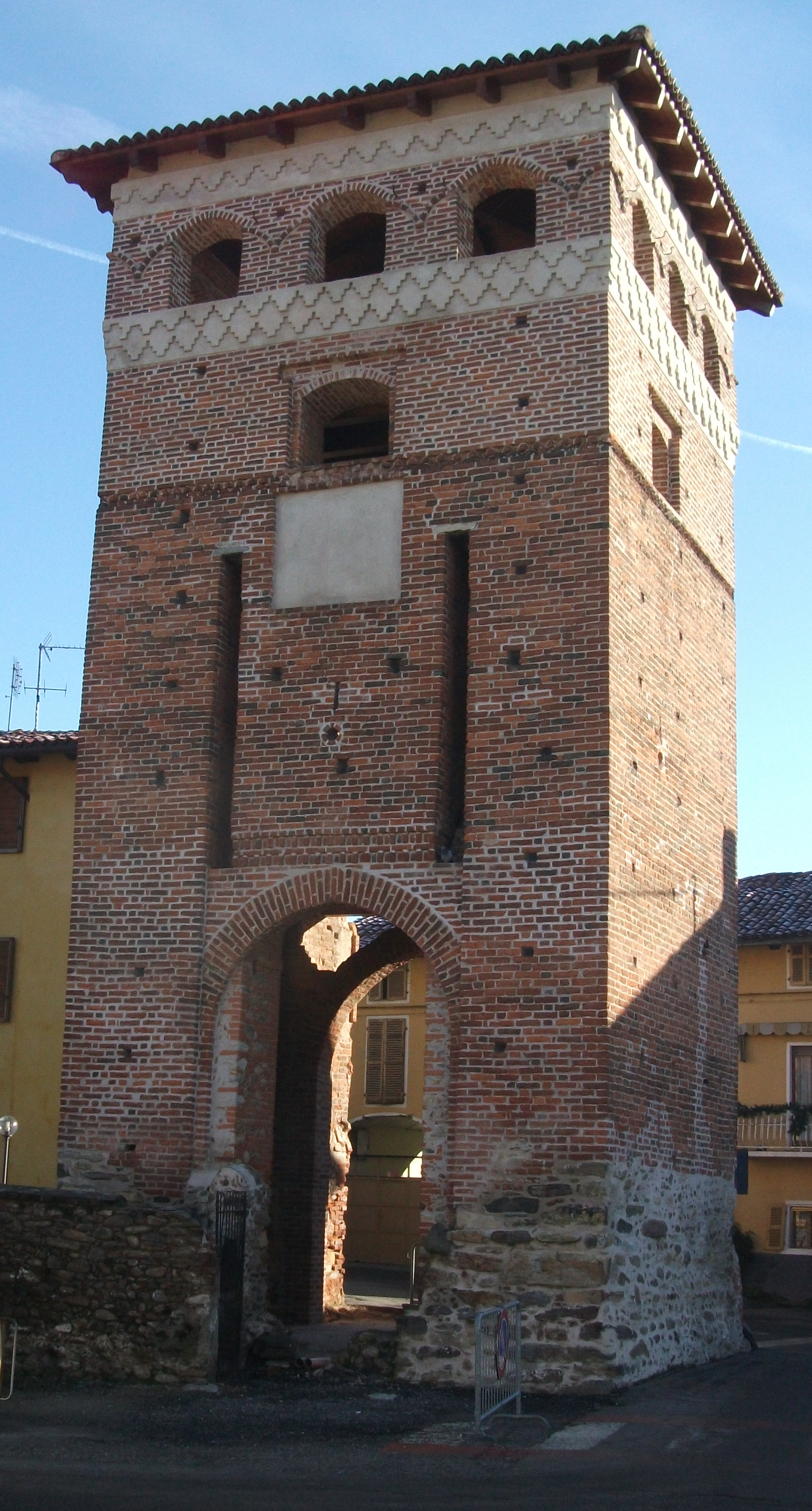
Barbania (To) porte d'entrée du XIVe siècle du ricetto, transformée au XVIIe siècle en clocher.
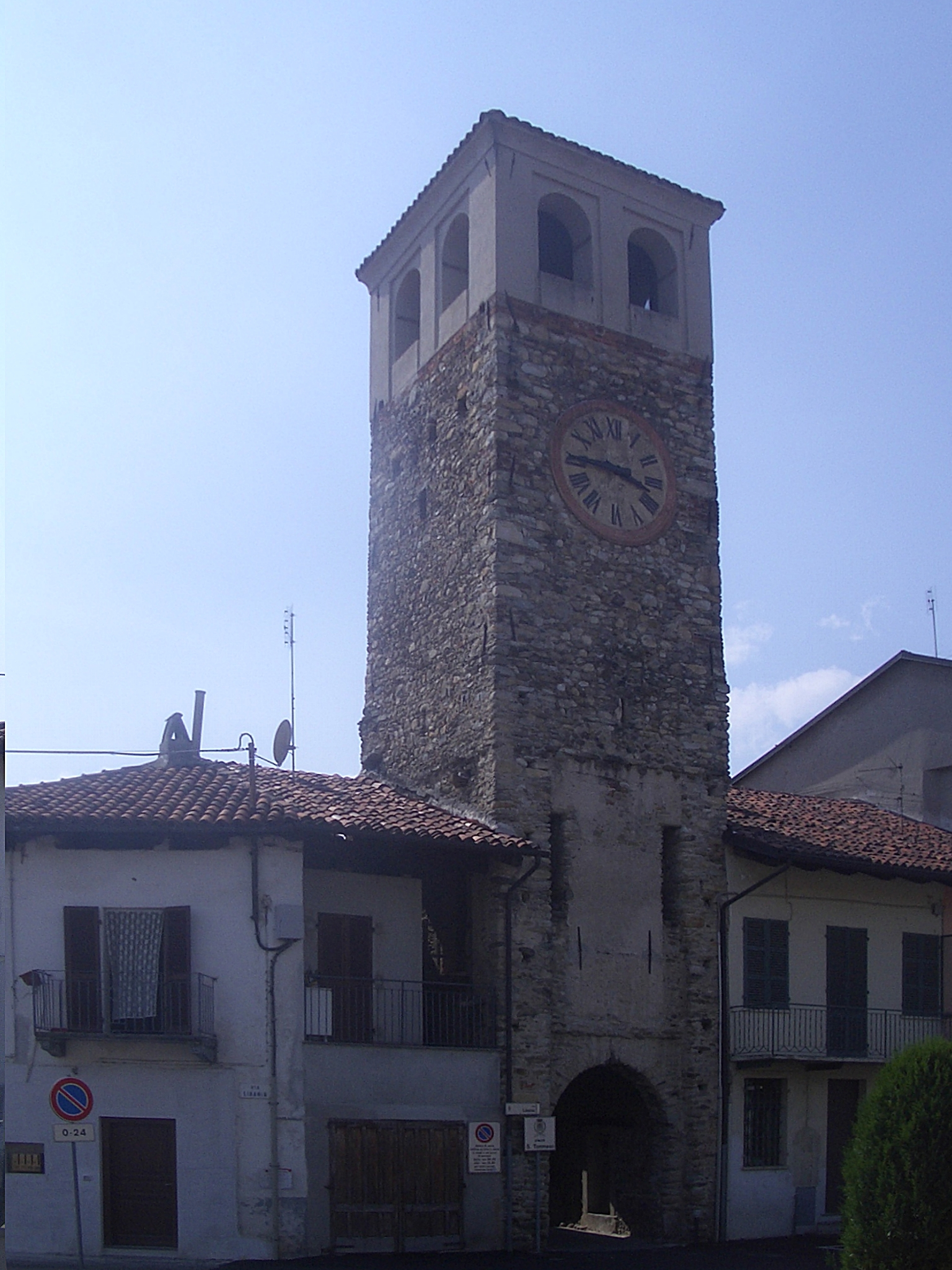
Busano (Torino), tour-porte du ricetto
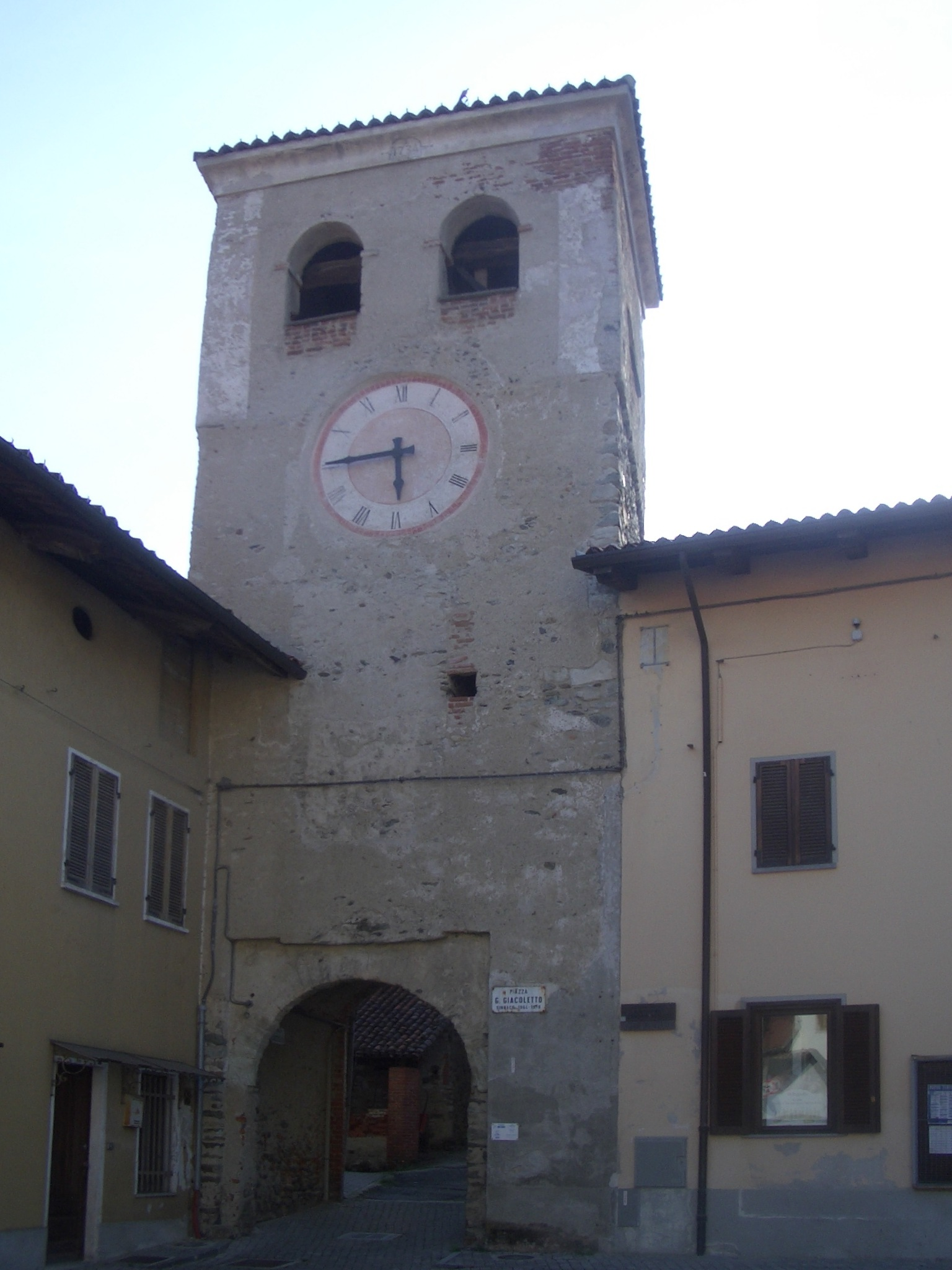
Levone (Torino) porte du ricetto du XIIIe siècle
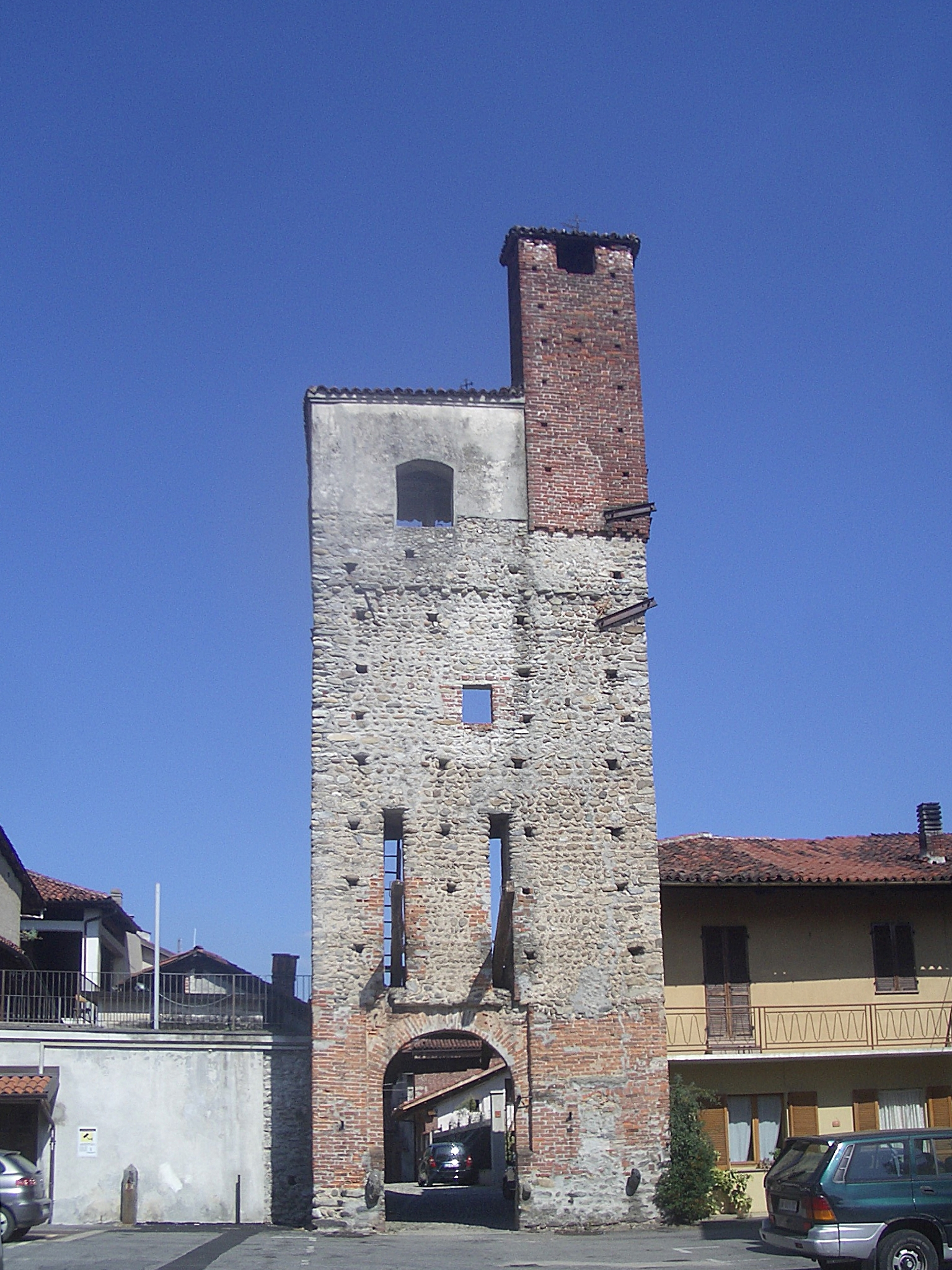
Oglianico(Torino), tour-porte du ricetto (XIVe)
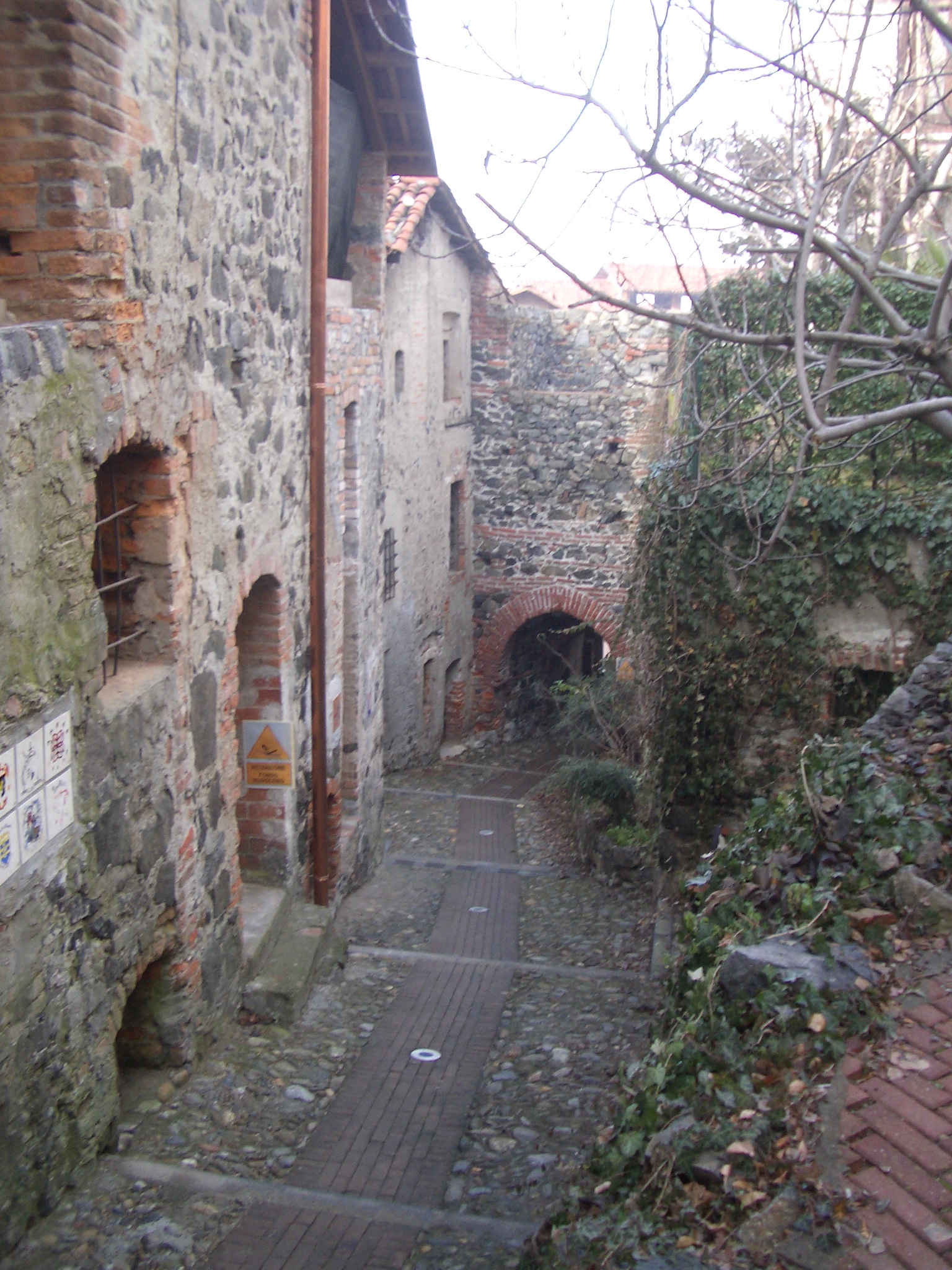
Pavone Canavese (To) celliers du XIVe
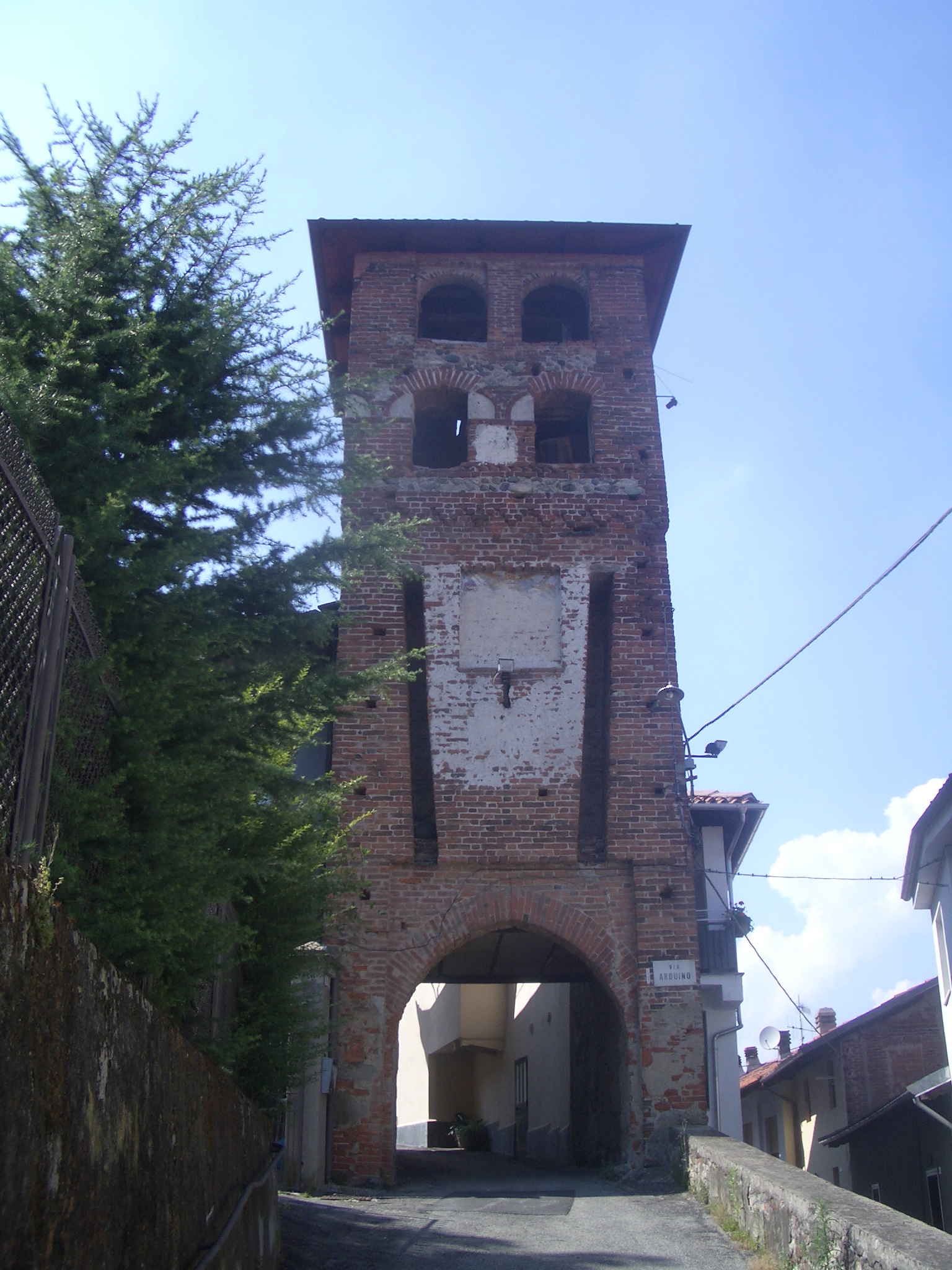
Perosa Canavese (To), tour-porte du XVe du ricetto (plus ancien)
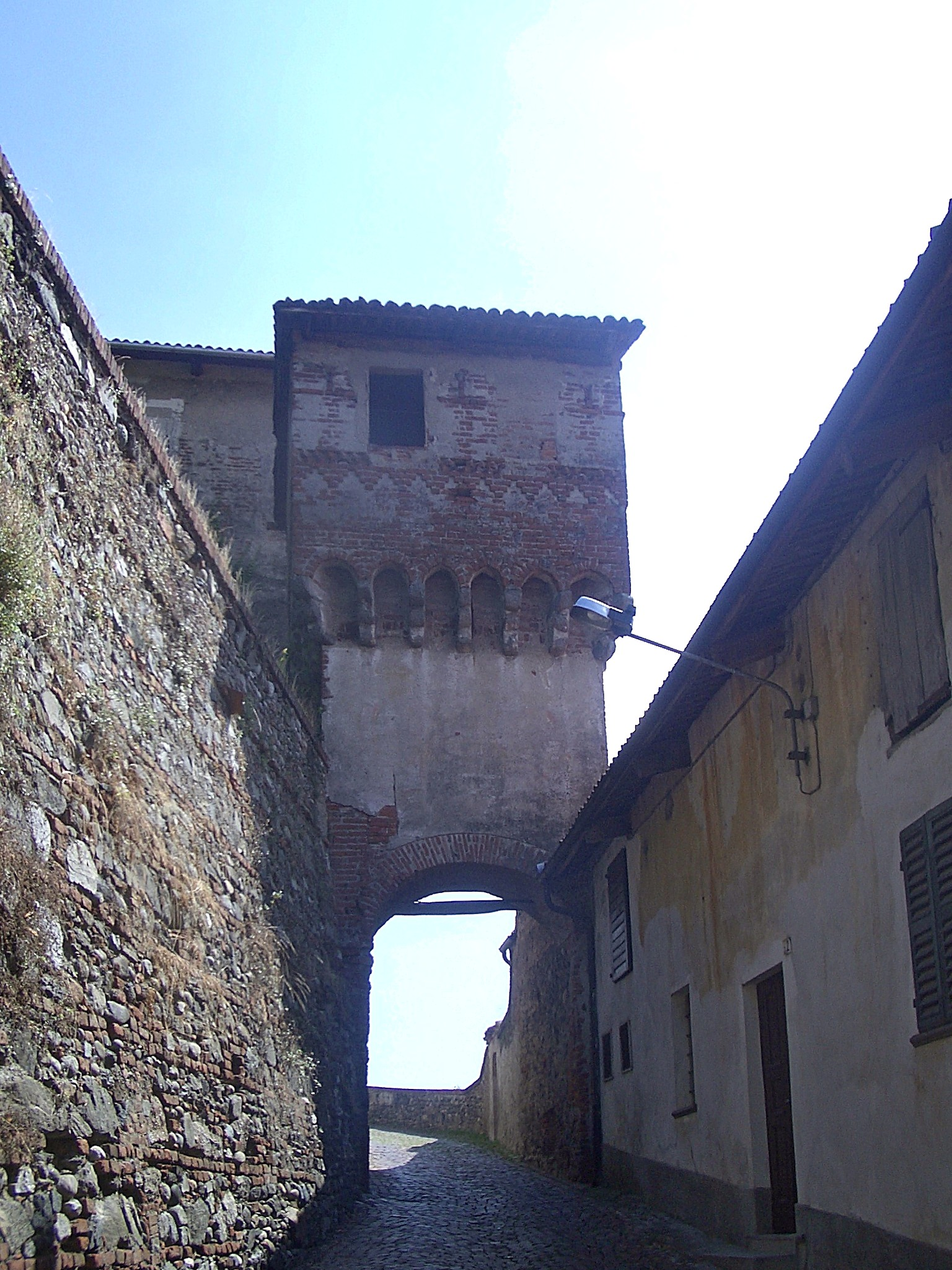
Romano Canavese (To, tour-porte du XVe, munie d'un pont-levis à l'origine
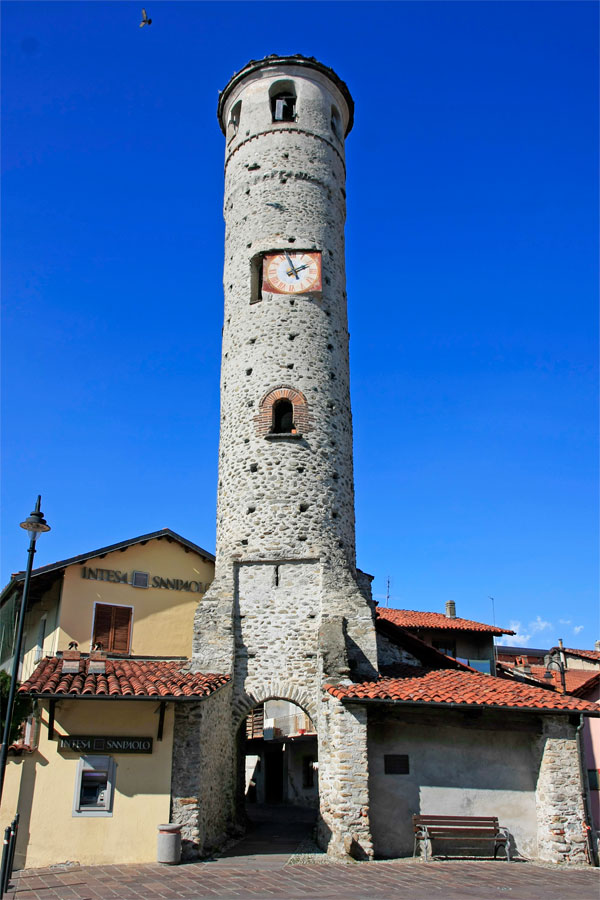
Salassa(Torino), tour-porte cylindrique du ricetto (XIIIe)
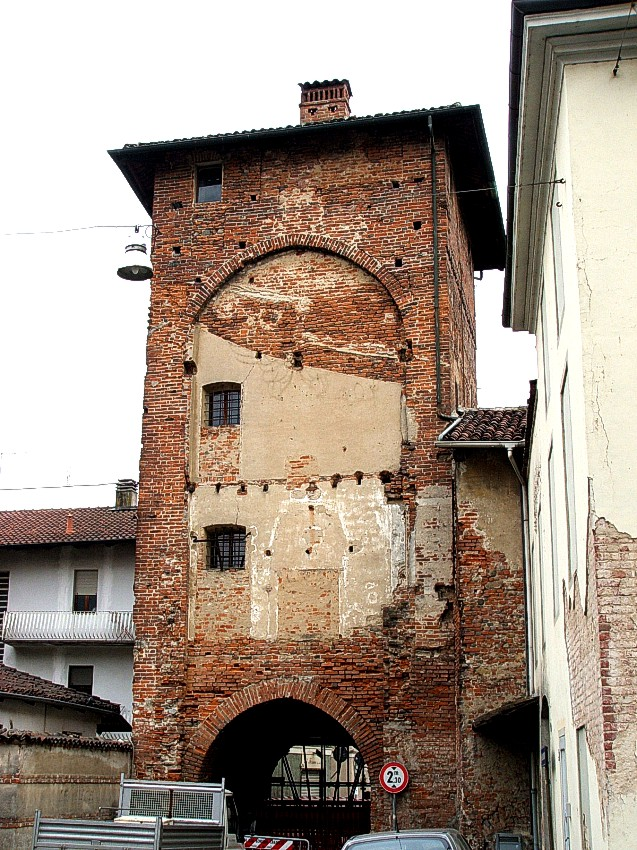
San Begnino Canavese (To),tour-porte (XVe) du ricetto. Elle est équipée d'une cloche.
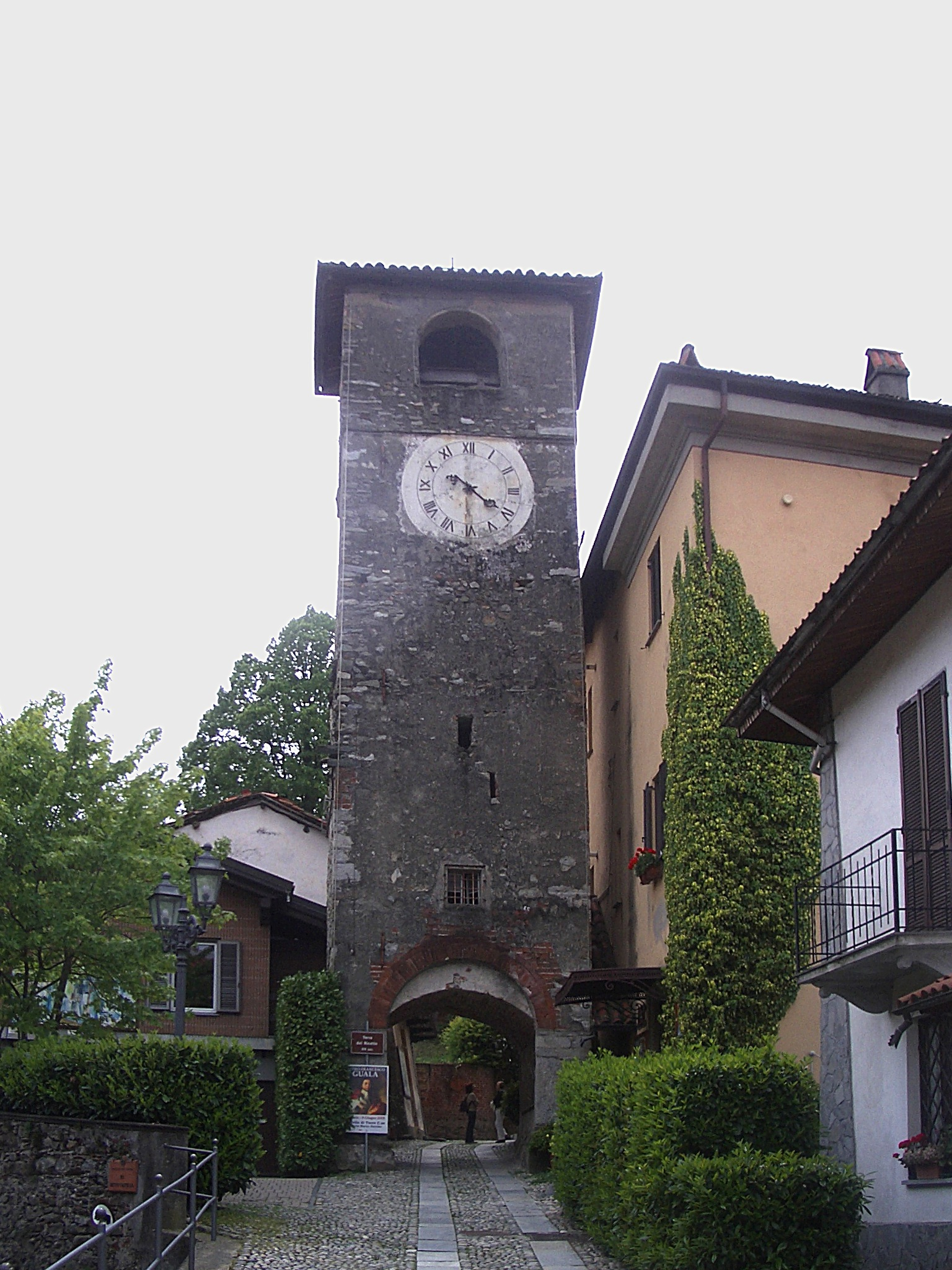
Torre Canavese (To),tour-porte du ricetto

### Ricetti en Lombardie

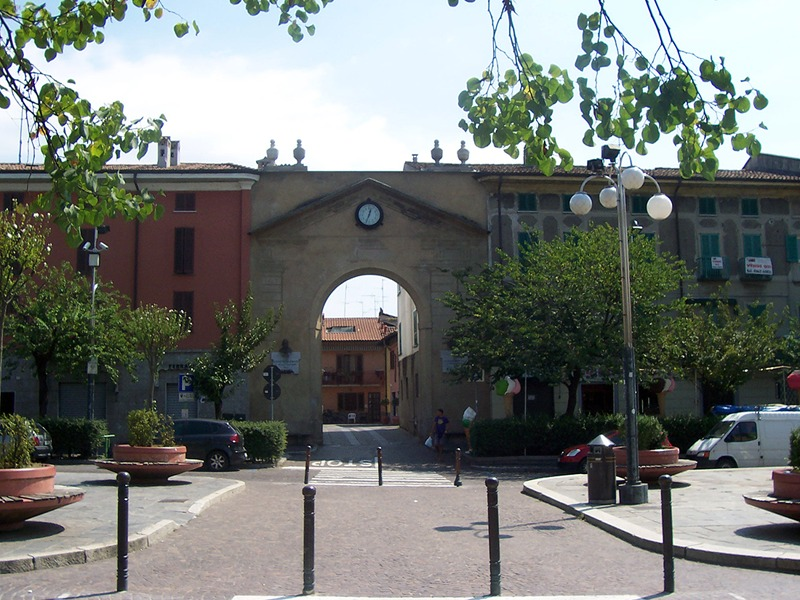
Cassano d'Adda, vue sur le ricetto, le portail d'origine a été détruit et remplacé par la porte actuelle en 1764
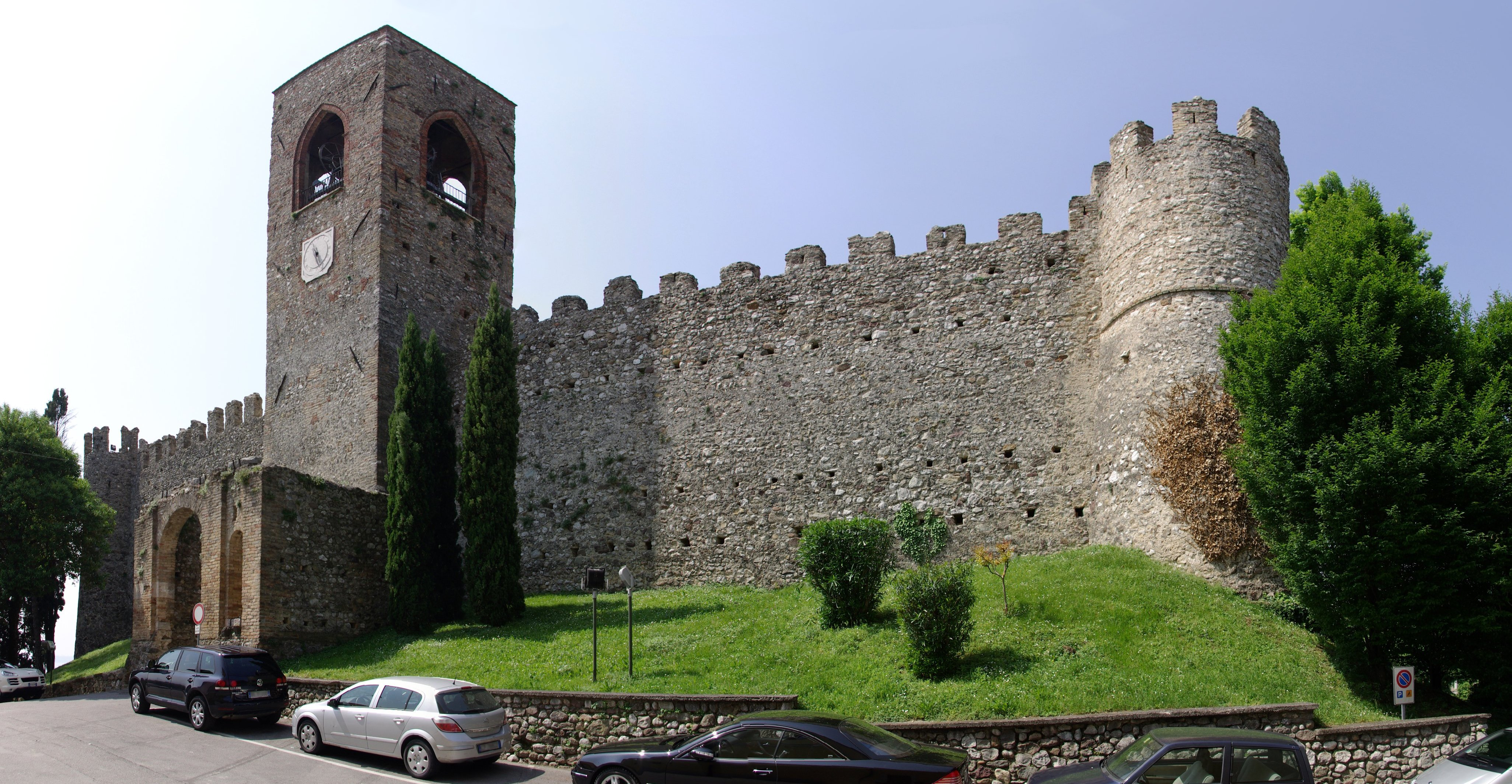
Moniga del Garda, château-ricetto (XIVe-XVe), n'a jamais été résidence seigneuriale.
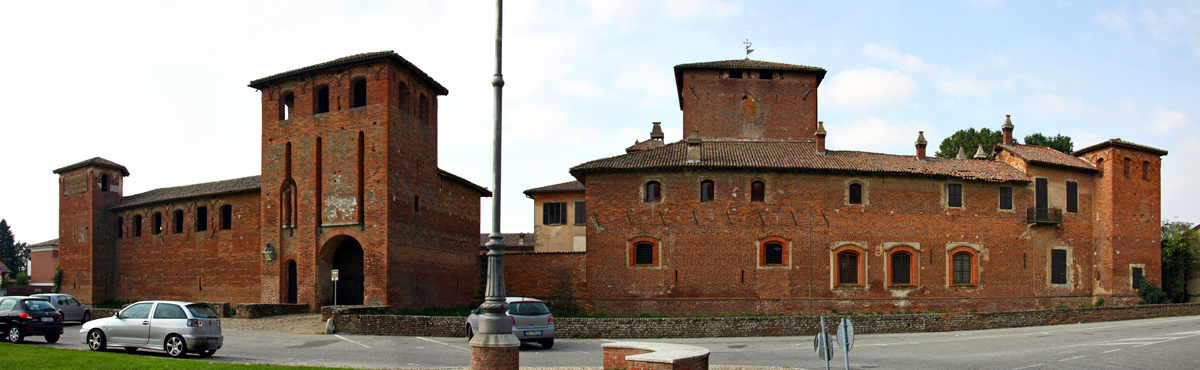
Scaldasole (XIVe-XVe), l'entrée principale était celle du ricetto, le château avait sa propre entrée.

## Sujets connexes
- André Bazzana, Les structures : fortification et habitat. In: Castrum I. Habitats fortifiés et organisation de l’espace en Méditerranée médiévale. Table ronde tenue à Lyon les 4 et 5 mai 1982.
- Aymat Catafau, Les celleres et la naissance du village en Roussillon, Presse Universitaire de Perpignan, 1998
- Monique Bourin, Pascual Martinez Sopena, Pour une anthropologie du prélèvement seigneurial dans les campagnes médiévales: XIe – XIVe siècles : réalités et représentations paysannes. Publications de la Sorbonne, 2004
- Ruth Mariotte-Löber, Ville et seigneurie : Les chartes de franchises des comtes de Savoie: fin XIIe siècle-1343  Librairie Droz, 1973 - 271 pages.